# Manfred Kovatsch
Manfred Kovatsch (* 24. März 1940 in Villach) ist ein österreichischer Architekt und Hochschullehrer.

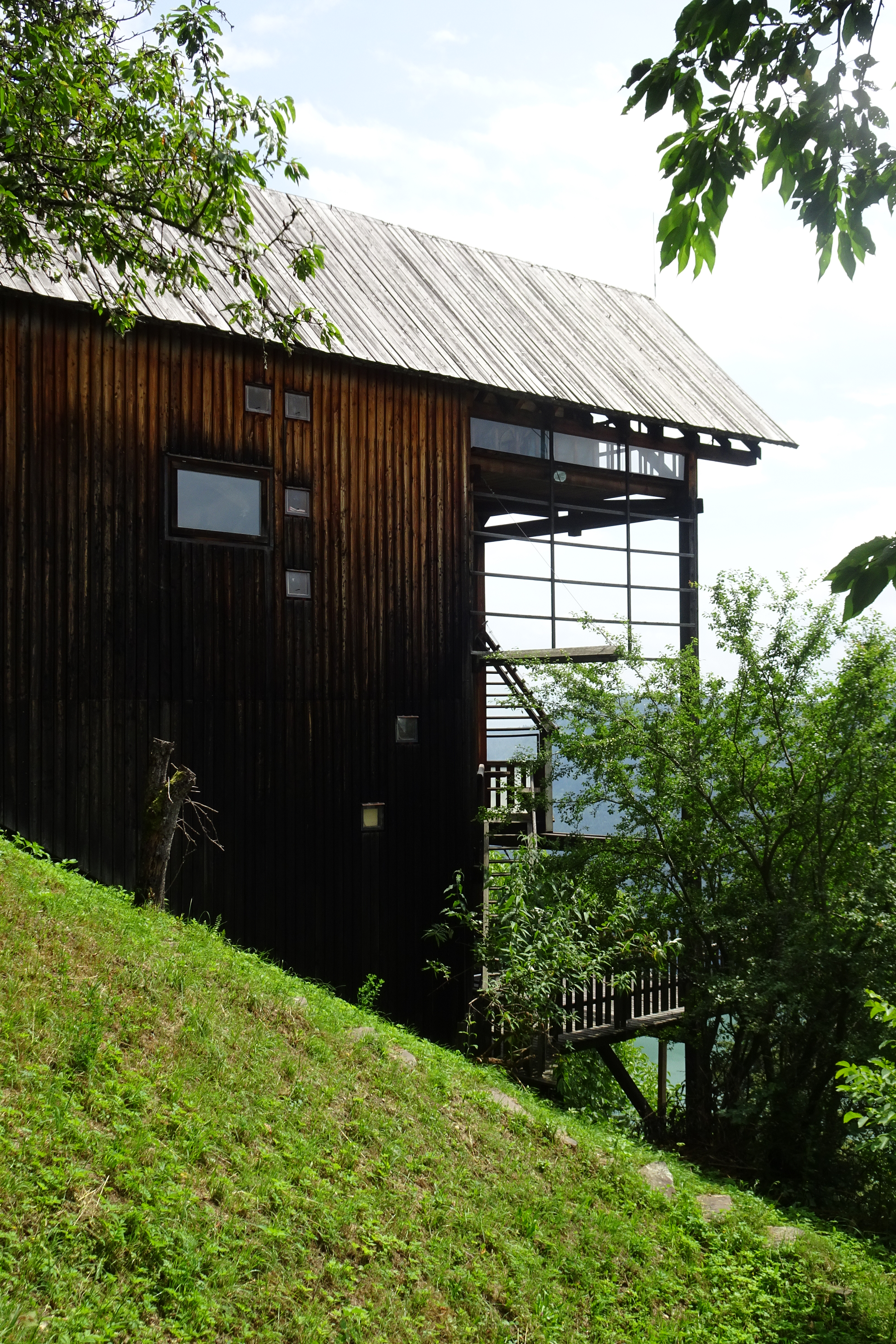
Haus Kolig

## Werdegang
Manfred Kovatsch studierte bis 1967 Architektur an der TU Graz und bis 1971 an der University of California. Nach seinem Diplom arbeitete er bei Fed Angerer. Kovatsch lehrte als wissenschaftlicher Assistent bei Fred Angerer an der TU München (1972), als Lehrbeauftragter an der TU Graz (ab 1975) und als Professor für Raumgestaltung und Entwerfen an der Akademie der Bildenden Künste München (1986–05). 1997 wurde er Mitglied der Europäischen Akademie der Wissenschaften und Künste und 2001 Mitglied der Deutschen Akademie für Städtebau und Landesplanung.
Kovatsch Vorlass liegt im Architekturmuseum der Technischen Universität München.

## Bauwerke
Eine Auswahl von Kovatsch Bauten wurden von Franz Wimmer fotografisch dokumentiert.
- 1975–77: Haus Kolig[3]
- 1979–82: Bauhof, Villach
- 1982–84: Bäckerei, Kärnten mit Gerhard Breu
- 1984: Sozialer Wohnungsbau, München mit V. Steiner
- 1985: Einraumhaus, München mit R. Schwager
- 1986–90: Siedlung Sprengerinstraße, Puchheim mit Landschaftsarchitekten Gottfried und Anton Hansjakob, Dieter Keller und Mitarbeiter Andreas Meck[4]
- 1988–94: Sozialer Wohnungsbau, Graz mit Helmut Bielenski und Gerhard Breu[5]
- 1993: Studentenwohnheim, Oberschleißheim
- 1994: Ökologische Siedlung, Burghausen mit Ulrich Holzscheiter und Christoph Valentien
- 1996: Osterkapelle, Herzogenburg mit H. Bielenski und Gerhard Breu
- 1997: Landesausstellung Fürstenhof Friesach

## Auszeichnungen
- 1989: Piranesi Architekturpreis
- 1991: BDA Preis Bayern für Siedlung Sprengerinstraße, Puchheim[6]
- 1991: Auszeichnung Deutscher Architekturpreis für Siedlung Sprengerinstraße, Puchheim[7]
- 1992: Deutscher Bauherrenpreis für Siedlung Sprengerinstraße, Puchheim[8]
- 2003: Gebhard-Fugel-Kunstpreis mit Maria Auböck für Studiengang Innenarchitektur und Raumgestaltung der Akademie der Bildenden Künste München[9]
- 2018: Kulturpreis des Landes Kärnten Würdigungspreis für Baukultur[10]
- Haus Kolig steht unter Denkmalschutz (siehe Liste der denkmalgeschützten Objekte in Treffen am Ossiacher See)

## Bücher
- Manfred Kovatsch (Hrsg.): R. M. Schindler. Architekt: 1887 - 1953. Katalog zur Ausstellung Museum Villa Stuck München. 1986
- Manfred Kovatsch (Hrsg.): Gedachtes und Gebautes. Hofmann-Druck, 1992 mit Beiträgen von Rosemarie Schwager und Franz Wimmer
- Fabian Dier und Manfred Kovatsch (Hrsg.): Lernen von der Armut. Akademie der Bildenden Künste München, Lehrstuhl für Raumgestaltung. München 2004
- Studiengang Innenarchitektur Lehrstuhl für Raumgestaltung und Manfred Kovatsch (Hrsg.): Räume für Kunst und Künstler. Akademie der Bildenden Künste München, Lehrstuhl für Raumgestaltung. München 2004

## Ehemalige Assistenten
- 1988–1989: Andreas Meck

## Ehemalige Mitarbeiter
- 1986–1989: Andreas Meck[11]
- 1986–1989: Franz Wimmer